# Narbenliteratur
Narbenliteratur (chinesisch: 伤痕文学; Pinyin: shānghén wénxué) ist ein Begriff aus der chinesischen Literatur. Er umfasst die unmittelbar nach der Kulturrevolution während der Boluan-Fanzheng-Periode entstandenen literarischen Werke, in denen mit den Verbrechen der Kulturrevolution abgerechnet wird. 
Namensgeberin für diese literarische Bewegung ist die Erzählung Narben (伤痕 ‚Shanghen‘), in deren Mittelpunkt das Schicksal eines zu Beginn der Kulturrevolution sechzehnjährigen Mädchens namens Xiaohua steht. Diese wendet sich von ihrer als Verräterin verurteilten Mutter ab und meldet sich zur Arbeit aufs Land. Acht Jahre lang verweigert sie ihrer Mutter jeden Kontakt. 
Für Xiaohua hätte ein Festhalten an ihrer Mutter Isolation bedeutet. Einzig die Entscheidung gegen die Mutter bringt ihr die Anerkennung durch ihre Umgebung. Als sie, nach der Verhaftung der Viererbande im Jahr 1976, von der Unschuld ihrer Mutter erfährt, kommt sie um Stunden zu spät, um die Mutter noch einmal lebend zu sehen. Die Geschichte endet mit der Beteuerung, niemals die Schuldigen an dem ihrer Mutter zugefügten Unrecht zu vergessen und die neue politische Führung beim Neuaufbau des Landes zu unterstützen. 
Mit dem Erscheinen dieser Geschichte setzte eine Debatte über die Aufgabe der Literatur bei der Bewältigung gesellschaftlicher Missstände ein und begann die literarische Verarbeitung der Kulturrevolution. Frühe Werke der Narbenliteratur waren oft gefühlvoll und mit Stereotypen überfrachtet. Oft schloss die Erzählung mit einem aufgesetzt wirkenden Happy end.

## Beispiele
- Lu Xinhua: Shanghen (1978, Narben)
- Liu Xinwu: Banzhuren (1977, Der Klassenlehrer) – Aiqing de weizhi (1978, Der Platz der Liebe)
- Zheng Yi: Feng (1979, Roter Ahorn)
- Feng Jicai: Pu hua de qilu (1979, Der mit Blumen geschmückte Irrweg)
- Su Shuyang: Danxin pu (1978, Ein treues Herz)
- Zong Fuxian: Yu wusheng zhi chu (1978, Am Ort des Schweigens)
- Lei Shuyan: Xiao cao zai gechang (1979, Gesang eines Gräsleins)
- Tao Siliang: Yizeng zhongyu fachu de xin (1978, Ein schließlich doch abgeschickter Brief)
- Ba Jin: Huainian Su Shan (1979, Zur Erinnerung an meine Frau Su Shan)